# Oreneta del Carib
L'oreneta del Carib (Progne dominicensis) és una espècie d'ocell de la família dels hirundínids (Hirundinidae). És endèmica de les illes del Carib (excepte Cuba), des de Jamaica, passant per la Hispaniola fins a les Petites Antilles. Els seus hàbitats principal són les terres llaurades, les terres de pastura, les àrees forestals fortament degradades i les àrees urbanes. El seu estat de conservació es considera de risc mínim.